# بودی (ایلینوی)
بودی (به انگلیسی: Boody) یک منطقهٔ مسکونی در ایالات متحده آمریکا است که در شهرستان مکن، ایلینوی واقع شده‌است. بودی ۲۷۶ نفر جمعیت دارد و ۲۰۷٫۸۸ متر بالاتر از سطح دریا واقع شده‌است.